# Kemenuh
Kemenuh is een bestuurslaag in het regentschap Gianyar van de provincie Bali, Indonesië. Kemenuh telt 9330 inwoners (volkstelling 2010).